# Halictus xanthoprymnus
Halictus xanthoprymnus är en biart som beskrevs av Warncke 1984. Halictus xanthoprymnus ingår i släktet bandbin, och familjen vägbin. Inga underarter finns listade i Catalogue of Life.